# Franz Irblich
Franz Irblich ( 27. listopadu 1905 Krasov - 19. dubna 1960 Schweinfurt) byl sudetoněmecký architekt, stavební podnikatel a člen městské rady v Krnově. Jeho firma provedla po záboru Sudet v roce 1938 a židovských pogromech následnou přestavbu krnovské synagogy na tržnici, která byla jako jedna z mála zachráněna.

## Životopis
Narodil se v roce 1905 v Krasově. V roce 1916 až 1920 studoval měšťanskou školu v Krnově. V letech 1920 - 1923 pracoval jako praktikant u stavební firmy v Branticích. V letech 1925 až 1927 absolvoval vojenskou službu v Hranicích. Po skončení vojenské služby pracuje jako stavbyvedoucí. V roce 1929 si vzal za manželku Waltraud Schwarzovou. V roce 1930 si založil vlastní stavební firmu a od roku 1937 měl pilu v Krásných Loučkách. V roce 1934 vstoupil do SdP. V roce 1938 se stal členem NSDAP a členem městské rady v Krnově. Během II. světové války vstoupil do SA, po skončení války byl v roce 1946 odsouzen a v roce 1953 byl odsunut do Německa.
Dle některých zdrojů byl považován za záchrance krnovské synagogy v během křišťálové noci v roce 1938. V současnosti je toto tvrzení považováno za nepravdivé, skutečným důvodem bylo to, že SS měli v listopadu 1938 v synagoze skladiště a synagoga byla v blízkosti továren, kterým mohlo hrozit poškození.